# Antonín Fleischer

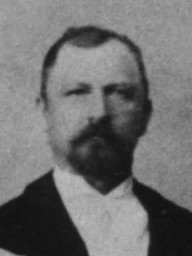
MUDr. Antonin Boleslav Fleischer

Antonín Fleischer, auch Anton Fleischer (* 17. Februar 1850 in Rověčín, Mähren; † 22. Oktober 1934 in Brünn) war ein tschechischer Entomologe und Koleopterologe.

## Leben
Fleischer war Sohn des evangelischen Pfarrers von Rověčín. Er begann während seiner Gymnasialausbildung mit der Untersuchung von Käfern seiner Heimat. Nach der Matura studierte Fleischer in Wien und Prag Medizin. Weitere entomologische Kenntnisse erwarb er als Praktikant bei Edmund Reitter, den er in Teschen kennengelernt hatte. Daraus erwuchs eine langjährige Freundschaft und Zusammenarbeit mit Reitter. Seit 1881 praktizierte MUDr. Fleischer als Arzt in Brünn.
Der Sanitätsrat war Autor der ersten tschechischen Tafeln zur Bestimmung von Käfern, die in den Jahren 1927 bis 1930 unter dem Titel Přehled brouků fauny Československé republiky erschienen.
Fleischer war der Bruder der Schriftstellerin und Pazifistin Jindřiška Wurmová.

## Publikationen
- Antonín Fleischer, Edmund Reitter: Bestimmungs-Tabellen der europäischen Coleopteren - Carabidae: Abtheilg: Scaritini, Brünn 1899
- Bestimmungs-Tabellen der europäischen Coleopteren - Anisotomidae, Tribus Liodini, Brünn, 1908
- Bestimmungs-Tabellen der europäischen Coleopteren -  Curculionidae, Teil 22: Genus Psalidium Illig, Wien 1914
- Zur Kenntnis der Liodesarten ohne schiefe Humeralreihe auf den Flügeldecken, in Wiener Entomologische Zeitung, Nr. 26, 1907
- Eine neue Aberration der Hyperaspis transversoguttata WEISE, dto. Nr. 28, 1909
- Zur Kenntnis der Coleopterenfauna von Mähren, dto. Nr. 29, 1910
- Přehled brouků fauny Československé republiky, Brünn 1927–1930